# どさんこワイドひる
『どさんこワイドひる』は、札幌テレビ（STVテレビ）にて2011年3月28日から2016年9月30日にかけて放送された平日昼前枠のローカルニュース・情報番組で、『どさんこワイド』の兄弟番組にあたる。タイトルロゴ自体は『どさんこワイド』各番組と共通。

## 概要
『どさんこワイド』放送20周年記念の一環としてスタート。内容は『NNNストレイトニュース』を内含し、15:48から放送される夕方の『どさんこワイド』の予告、月曜日は朝と夕方の『どさんこワイド』各番組全般の1週間の放送予定や『ぞっこん!ほっかいどう情熱市場』（火 - 金曜日）および今夜の番組案内をあわせた26分間のオムニバスローカル番組として放送されていた。開始初期はこのあと放送される『ヒルナンデス!』の予告となる事前番組『もうすぐ!ヒルナンデス!』のダイジェスト版の放送も行なっていたが、開始30秒前にアナウンサーによる簡単な告知コメントのみになった。
実質上、朝に放送される『どさんこワイド朝』と夕方に放送されている『どさんこワイド』を受け渡す役割を持つ番組であり、STVテレビでの平日昼前枠のローカルニュース・情報番組は『情報!Sセンス!』（2000年10月 - 2005年9月）以来5年半ぶりとなる。

## 放送時間
- 2011年3月28日 - 2016年9月30日：月曜 - 金曜 11:29 - 11:55（JST）

## タイムテーブル

### 全曜日共通
- 11:29.15 - オープニングと道内ニュースヘッドライン（1項目）
- 11:30.00 - NNNストレイトニュース
- 11:38.50 - ローカル枠開始のジングルと提供クレジット
- 11:39.00 - CM（1分）
- 11:40.00 - 道内ニュース
- 11:42.15 - 道内の天気予報
- 11:43.20 - CM（1分30秒）
- 11:44.50 - ニュース枠終了の提供クレジット
- 11:45.00 - CM（2分15秒）
- 11:47.15から11:54.30までは、月曜と火 - 金曜で内容が異なる。詳細は下記に記述。
- 11:54.30 - ヒルナンデス!の予告とエンディング
- 11:54.45 - CM（15秒のCMを挟み「ヒルナンデス!」へ）

### 月曜
- 11:47.15 - 当日放送どさんこワイド179の予告
- 11:48.30 - お知らせ等
- 11:49.25 - 当日夜放送の番組案内
- 11:50.00 - CM（2分15秒）
- 11:52.15 - どさんこワイド（朝・179）の今週の予告・案内
  - なお、月曜も「ぞっこん!ほっかいどう情熱市場」の予告は行うものの、本編は「どさんこワイド179」内（大方16:30頃）で放送。

### 火曜 - 金曜
- 11:47.15 - どさんこワイド179の予告
- 11:48.25 - 当日夜放送の番組案内
- 11:49.00 - ぞっこん!ほっかいどう情熱市場の予告
- 11:49.10 - CM（2分15秒）
- 11:51.25 - ぞっこん!ほっかいどう情熱市場

## 総合司会（メインキャスター）
- 明石英一郎（STVアナウンサー）
- 宮永真幸（STVアナウンサー）

基本的に月曜日は2名そろって担当するが、そのほかの曜日はどちらか1名が担当。それ以外にも、『どさんこワイド』各番組担当のアナウンサーが1名入る場合もある。
放送日が祝日にあたる場合は両名とも出演せず、他の『どさんこワイド』各番組担当のアナウンサー1名が入り、祝日版としてニューススタジオとは別の主に番組宣伝の収録で使用しているスタジオで事前に収録したものを放送、道内ニュースのみ生放送となる。2011年12月29日・30日放送の年末版も祝日版と同様の体制となる。
道内ニュースは平日・祝日に関係なく別のアナウンサーが日替わりで担当。

## 関連番組
- どさんこワイド
  - 姉妹番組。
- どさんこワイド朝
  - 同時期にスタートした姉妹番組。
- STVストレイトニュース
  - 次番組。2016年10月3日から放送開始。